# VM i curling 1985 (kvinder)
Verdensmesterskabet i curling for kvinder 1985 var det syvende VM i curling for kvinder. Mesterskabet blev arrangeret af World Curling Federation og afviklet i Rosenlundshallen i Jönköping, Sverige i perioden 17. - 23. marts 1985. Sverige var vært for mesterskabet for første gang.
Mesterskabet blev vundet af Canadas hold bestående af skipper Linda Moore, Lindsay Sparkes, Debbie Jones-Walker og Laurie Carney, som i finalen besejrede Skotlands hold anført af skipper Isobel Hannen med 5-2, og dermed vandt Canada verdensmesterskabet for andet år i træk og tredje gang i alt. Skotlands bedste VM-resultat indtil da havde været bronzemedaljerne i 1979, 1980 og 1982, så sølvmedaljerne var nationens bedste resultat indtil da.
Ved de første seks verdensmesterskaber var der kun blevet uddelt guld- og sølvmedaljer, men ved dette VM blev der for første gang også uddelt bronzemedaljer til holdet, der endte på tredjepladsen. Og de første VM-bronzemedaljer blev vundet af Schweiz, som i bronzekampen, der var et opgør mellem de to tabende semifinalister, besejrede Sverige med 6-4.
Danmark blev repræsenteret af et hold fra Hvidovre Curling Club under ledelse af Helena Blach Lavrsen, som endte på sjettepladsen efter at have opnået fire sejre og fem nederlag.

## Hold
Mesterskabet havde deltagelse af 10 hold: Otte fra Europa og to fra Nordamerika:
| Europa   |              | Nordamerika |
| Danmark  | Schweiz      | Canada      |
| Frankrig | Skotland     | USA         |
| Italien  | Sverige      |             |
| Norge    | Vesttyskland |             |

## Resultater
De ti deltagende hold spillede først et grundspil alle-mod-alle, hvilket gav ni kampe til hvert hold. De fire bedste hold efter grundspillet gik videre til slutspillet om medaljer.

### Grundspil
De ti hold spillede en enkeltturnering alle-mod-alle, hvilket gav ni kampe til hvert hold. De fire bedste hold i grundspillet gik videre til slutspillet.
Grundspillet blev vundet af Schweiz med 8 sejre foran Canada og Sverige med henholdsvis 7 og 6 sejre, så de tre hold gik direkte videre til slutspillet. Fjerdepladsen blev imidlertid delt af to hold med hver fem sejre. De to hold spillede derfor en tiebreak-kamp om den sidste semifinaleplads, hvori Skotland sikrede sig pladsen ved at besejre Vesttyskland med 10-4.
| Runde | Kampe                 | Kampe | Kampe              | Kampe | Kampe               | Kampe   | Kampe                 | Kampe | Kampe                | Kampe |
| ----- | --------------------- | ----- | ------------------ | ----- | ------------------- | ------- | --------------------- | ----- | -------------------- | ----- |
| 1     | USA - Canada          | 13-13 | Norge - Schweiz    | 4-9   | Danmark - Skotland  | 4-3     | Sverige - Vesttyskl.  | 8-5   | Frankrig - Italien   | 8-5   |
| 2     | Frankrig - Norge      | 9-6   | Skotland - Italien | 8-5   | USA - Sverige       | 117-110 | Danmark - Canada      | 6-7   | Schweiz - Vesttyskl. | 10-41 |
| 3     | Vesttyskl. - Italien  | 12-61 | Canada - Sverige   | 4-3   | Schweiz - Frankrig  | 8-6     | Skotland - USA        | 5-7   | Danmark - Norge      | 12-31 |
| 4     | Canada - Schweiz      | 8-2   | Danmark - USA      | 7-6   | Norge - Italien     | 13-51   | Vesttyskl. - Frankrig | 5-4   | Sverige - Skotland   | 9-3   |
| 5     | Danmark - Frankrig    | 17-10 | Schweiz - Skotland | 6-5   | Canada - Vesttyskl. | 6-5     | Norge - Sverige       | 9-4   | Italien - USA        | 3-8   |
| 6     | Italien - Sverige     | 13-10 | USA - Vesttyskl.   | 3-7   | Skotland - Norge    | 10-41   | Schweiz - Danmark     | 8-5   | Canada - Frankrig    | 7-5   |
| 7     | Norge - USA           | 10-91 | Italien - Canada   | 13-10 | Sverige - Schweiz   | 116-110 | Frankrig - Skotland   | 4-6   | Vesttyskl. - Danmark | 10-31 |
| 8     | Skotland - Vesttyskl. | 4-2   | Sverige - Frankrig | 5-3   | Italien - Danmark   | 7-5     | Canada - Norge        | 4-8   | USA - Schweiz        | 14-10 |
| 9     | Sverige - Danmark     | 5-4   | Vesttyskl. - Norge | 10-31 | Frankrig - USA      | 10-21   | Italien - Schweiz     | 13-10 | Skotland - Canada    | 8-3   |
| TB    | Vesttyskl. - Skotland | 14-10 |                    |       |                     |         |                       |       |                      |       |

| Plac. | Hold         | Kampe | Vundne | Tabte | Indbyrdes | Tiebreak                |
| ----- | ------------ | ----- | ------ | ----- | --------- | ----------------------- |
| 1.    | Schweiz      | 9     | 8      | 1     |           |                         |
| 2.    | Canada       | 9     | 7      | 2     |           |                         |
| 3.    | Sverige      | 9     | 6      | 3     |           |                         |
| 4.    | Skotland     | 9     | 5      | 4     |           | Vandt over Vesttyskland |
| 5.    | Vesttyskland | 9     | 5      | 4     |           | Tabte til Skotland      |
| 6.    | Danmark      | 9     | 4      | 5     | w1        |                         |
| 7.    | Norge        | 9     | 4      | 5     | w0        |                         |
| 8.    | Frankrig     | 9     | 3      | 6     |           |                         |
| 9.    | USA          | 9     | 2      | 7     |           |                         |
| 10.   | Italien      | 9     | 1      | 8     |           |                         |

### Slutspil
De fire bedste hold fra grundspillet spillede i slutspillet om medaljer.
| Runde       | Kampe              | Kampe |
| ----------- | ------------------ | ----- |
| Semifinaler | Schweiz - Skotland | 3-4   |
| Semifinaler | Canada - Sverige   | 6-4   |
| Bronzekamp  | Sverige - Schweiz  | 4-6   |
| Finale      | Skotland - Canada  | 2-5   |

### Samlet rangering
| Plac.  | Hold         | 4                       | 3                   | 2                   | 1                    |
| ------ | ------------ | ----------------------- | ------------------- | ------------------- | -------------------- |
| Guld   | Canada       | Linda Moore             | Lindsay Sparkes     | Debbie Jones-Walker | Laurie Carney        |
| Sølv   | Skotland     | Isobel Hannen           | Margaret Richardson | Jackie Lockhart     | Sheila Harvey        |
| Bronze | Schweiz      | Erika Müller            | Barbara Meyer       | Barbara Meier       | Franziska Jöhr       |
| 4.     | Sverige      | Maud Nordlander         | Inga Arfwidsson     | Ulrika Åkerberg     | Barbro Arfwidsson    |
| 5.     | Vesttyskland | Andrea Schöpp           | Monika Wagner       | Christiane Jentsch  | Elinore Schöpp       |
| 6      | Danmark      | Helena Blach Lavrsen    | Jette Olsen         | Malene Krause       | Lone Kristoffersen   |
| 7.     | Norge        | Eva Vanvik              | Åse Vanvik          | Alvlhild Fugelmo    | Else Skogan          |
| 8.     | Frankrig     | Huguette Jullien        | Paulette Sulpice    | Andrée Dupont-Roc   | Jocelyn Cault-Lhenry |
| 9.     | USA          | Bev Berklid             | Peggy Martin        | Jerry Evans         | Katrina Sharp        |
| 10.    | Italien      | Maria-Grazzia Lacedelli | Tea Valt            | Nella Alvera        | Angela Constantini   |